# Republiken Alba
Republiken Alba var en stat proklamerad av Napoleon den 26 april 1796 i Alba, i norra Italien då staden intogs av den franska armén.
Staten hade en väldigt kort livstid, då Vapenstilleståndet i Cherasco den 28 april samma år, gjorde att Viktor Amadeus III av Sardinien återtog sin kontroll över Piemonte.
Flaggan var designad av Juan Antonio Ranza som sade att det röda och blåa symboliserade Frankrikes flagga och det orangea var taget från trädet på Piemontes sköld. Flaggan existerade i både horisontell och vertikal version, och används ibland än idag i regionen Piemonte.